# Свитлана Шмит
Свитлана Шмит (укр. Світлана Шмідт; Маријупољ, 20. март 1990) је украјинска атлетичарка, специјалиста за трчање на средње дистанце. На отвореном трчи на 3.000 м препреке, а у дворани 3.000 метара.

## Спортска биографија
Рођена је 20. марта 1990. у Маријупољу, Украјини.
На међународну сцену излази на 5. Светским играма младих 2007. у Острави када је у дисциплини трчања на 800 метара испала у полуфиналу. После трогодишње паузе као сениорка учествује на светским и европским првенствима и Летњим олимпијским играма у Лондону.
Највећи успех Свитлана Шмит је постигла освојивши сребрну медаљу у трци 3.000 м са препрекама на Европском првенству 2012. у Хелсинкију завршивши иза победнице Туркиње Гулџан Мингир а испред Немице Антје Мелдер Шмит у времену од 9:33,03 мин.
Победила је у Сумиу на Првенству Украјине у дворани 2012. и оборила украјински рекорд на 3.000 метара 8:41,01

## Значајнији резултати
| Година | Такмичење                    | Место              | Пласман  | Резултат         | Детаљи    |
| ------ | ---------------------------- | ------------------ | -------- | ---------------- | --------- |
| 2011   | Европско првенство у дворани | Париз, Француска   | 15       | 3.000 м          | 9:43,62]] |
| 2011   | Светско првенство            | Тегу, Јужна Кореја | 31       | 3.000 м препреке | 10:14,16  |
| 2012   | Светско првенство у дворани  | Истанбул, Турска   | 10       | 3.000 м          | 9:03,99   |
| 2012   | Европско првенство           | Хелсинки, Финска   | 2. место | 3.000 м препреке | 9:33,03   |
| 2012   | Олимпијске игре              | Лондон, УК         | 39       | 3.000 м препреке | 10:01,09  |
| 2013   | Универзијада                 | Казањ, Русија      | \|2nd    | 3.000 м препреке | 9:40.41   |
| 2014   | Светско првенство у дворани  | Сопот, Пољска      | 15       | 3.000 м          | 9:25,98   |

## Лични рекорди
на отвореном
- 800 м — 2:07,32, Миколајив, 8. мај 2007.
- 1.500 м — 4:14,73 Десау 31. мај 2013
- 3.000 м препреке — 9:31,16, Јалта, 13. јун 2012.

у дворани
- 1.500 м — 4:08,93, Запорожје, 27. јануар 2012.
- 3.000 м — 8:41,01, НР Суми, 18. фебруар 2012.